# Gua Kanthan
Gua Kanthan è una grotta posta 39 km a nord di Gua Tempurung, nei dintorni di Ipoh, località dello Stato di Perak, in Malaysia. Nota soprattutto fra gli speleologi dilettanti, misura circa 500 metri di lunghezza e 40 metri di altezza.
Ha un ingresso molto vasto, piuttosto in alto sulla collina omonima, per poi scendere in un passaggio ristretto che conduce ad una sala di grandi dimensioni che ha un'apertura in alto che consente il passaggio spettacolare di un raggio di sole verso il centro della sala.
Questa a poco a poco si restringe e porta ad un'uscita. Un fiume che in passato ha scanalato in meandri il fondo della caverna, oggi è pressoché stagnante.
In vari punti della caverna, nel 1997, sono stati rinvenuti esemplari della nuova specie Liphistius kanthan, ragno dei Mesothelae, noto solo in questa grotta. Nonostante l'intera zona sia sotto contratto per l'estrazione mineraria, al 2004 la collina al cui interno c'è la grotta non è stata interessata da lavori di scavo.